# صنداي باتريك أوكورو
صنداي باتريك أوكورو (بالإنجليزية: Sunday Patrick Okoro) هو لاعب كرة قدم نيجيري في مركز الهجوم، ولد في 27 أبريل 1986 في أبوجا في نيجيريا. لعب مع بي36 توشهافن وبيرسخوت إيه سي وبيفيرين وشوتينغ ستارز ونادي القوة الجوية ونادي نيو راديانت.

## وصلات خارجية
- صنداي باتريك أوكورو على موقع قاعدة بيانات كرة القدم.إي يو (الإنجليزية)